# Ardisia copelandii
Ardisia copelandii är en viveväxtart som beskrevs av Carl Christian Mez. Ardisia copelandii ingår i släktet Ardisia och familjen viveväxter. Inga underarter finns listade i Catalogue of Life.